# Bataille de Dumpu
Campagne des monts Finisterre de la Seconde Guerre mondiale
Batailles
- Nadzab
- Kaiapit
- Dumpu
- Monticule John–Crête Trevor
- The Pimple
- Crête Shaggy
- Madang

La bataille de Dumpu est une action menée en septembre et octobre 1943 entre les forces australiennes et japonaises en Nouvelle-Guinée pendant la campagne des monts Finisterre de la Seconde Guerre mondiale. Après la bataille de Kaiapit le 20 septembre 1943, au cours de laquelle la 2/6e compagnie indépendante remporta une victoire contre une force japonaise numériquement supérieure, la 21e brigade d'infanterie d'Ivan Dougherty de la 7e division fit une percée de Kaiapit à Dumpu dans la vallée de Ramu.
La 21e brigade d'infanterie est opposée par le détachement de Nakai du général de division Masutaro Nakai, qui se compose du 78e régiment d'infanterie et d'une compagnie du 80e régiment d'infanterie, tous deux de la 20e division. Une série d'affrontement mineurs éclatent, mais l'avance australienne n'est pas retardée et Dumpu est capturé comme prévu.
Pendant toute l'avancée, les forces australiennes et américaines de la vallée de Ramu sont ravitaillées par voie aérienne. La prise de la vallée de Ramu permettra de développer une base aérienne avancée à Gusap.